# Villa Hidalgo (San Luis Potosí)
Villa Hidalgo è una municipalità dello stato di San Luis Potosí, nel Messico centrale, il cui capoluogo è la omonima località.
Conta 14.876 abitanti (2010) e ha una estensione di 1.520,42 km².